# Саут Питсберг (Тенеси)
Саут Питсберг (енгл. South Pittsburg) град је у америчкој савезној држави Тенеси.

## Демографија
По попису из 2010. године број становника је 2.992, што је 303 (-9,2%) становника мање него 2000. године.
| Група             | 2000.         | 2010.         |
| Белци             | 2.638 (80,1%) | 2.382 (79,6%) |
| Афроамериканци    | 577 (17,5%)   | 496 (16,6%)   |
| Азијати           | 9 (0,3%)      | 3 (0,1%)      |
| Хиспаноамериканци | 31 (0,9%)     | 47 (1,6%)     |
| Укупно            | 3.295         | 2.992         |